# Ivanna Madruga
Ivanna Madruga (27 januari 1961) is een tennisspeelster uit Argentinië. In 1980 speelde ze samen met Adriana Villagrán de finale van het damesdubbelspel van Roland Garros.
Tussen 1978 en 1984 speelde Madruga 20 partijen op de Fed Cup